# Chaume (Tanzania)
Chaume è una circoscrizione rurale (rural ward) della Tanzania situata nel distretto di Tandahimba, regione di Mtwara. Conta una popolazione di 10 085 abitanti (censimento 2012).